# Sistema de estudios
El sistema de estudios de Hollywood es la producción cinematográfica en los "estudios", las instalaciones propias de una productora cinematográfica. Hollywood es la zona de la ciudad de Los Ángeles (Estados Unidos) donde se concentraron los estudios más importantes, beneficiándose, entre otras ventajas, de la buena climatología y de la propia dinámica de concentración empresarial.
En la historia del cine se conoce como sistema de estudios (del inglés studio system) al modelo estructural de la industria cinematográfica basado en tres conceptos: estudios, géneros y estrellas. 
Aunque esta política de comercialización se aplicó en casi todos los estudios, incluidos los europeos (inicialmente los franceses, como Gaumont o Pathé), fue en Hollywood donde se desarrolló en su máxima expresión. Bajo este sistema la industria del cine llegó a su apogeo, período también conocido como la era dorada de Hollywood.
El sistema de estudios apareció como consecuencia de la concepción del cine como un negocio en todos sus ámbitos (tanto en la producción como en la distribución). La tendencia monopolista propia del gran capitalismo de la Segunda Revolución Industrial, la misma que produjo la cadena de montaje en el automóvil (el otro gran símbolo de la nueva sociedad de consumo de masas), llevó a las productoras a entender el cine como un gran negocio del que poder sacar abundantes beneficios económicos. Posiblemente la primera en concebir el negocio cinematográfico de esta manera fue la productora Edison. Los años 30 y 40 fueron la época dorada de los estudios de Hollywood, aunque el sistema se forjó varias décadas antes en la época del cine mudo, cuando el cine de Estados Unidos consiguió la hegemonía mundial.
El sistema se basaba en principios de eficacia empresarial, racionalización económica de todos los procesos y en una política de contratación de personal bajo contratos en exclusividad a largo plazo. En lo tocante a los actores, tal política significó la formación de un elenco de actores propios de cada estudio; lo que pasó a denominarse star system (sistema de las estrellas).
Alcanzaba también el ámbito de la exhibición en las salas de cine. Al principio las películas se proyectaban en locales provisionales, pero el paulatino crecimiento de los metrajes provocó la necesidad de buscar locales con las comodidades requeridas, ejemplificados en los denominados nickelodeons); con la consiguiente subida de precios de las entradas y del margen comercial, que convirtió al cine en un negocio muy rentable.
En los años 30 se completó a través de la consolidación de los géneros cinematográficos y el aprovechamiento de todos los recursos que permite la segmentación del mercado (cine de serie B).
El sistema de estudios ha sido muy criticado por restringirse a los intereses comerciales y su concepción del cine como un negocio y un espectáculo (show business) en perjuicio de la creatividad artística, lo que condicionaba mucho la labor de realizadores, guionistas, productores y actores.
Entre sus logros, el sistema de estudios consolidó las técnicas, sistematizó el modo de representación institucional y profesionalizó el cine.

## Los estudios
A fin de optimizar las ganancias, las empresas se esmeraban en controlar toda la cadena comercial del film: la producción, la distribución y la exhibición en las salas (incluyendo servicios complementarios ofrecidos por estas como la venta de palomitas de maíz).

### La MPPC y losIndependientes
La denominada guerra de las patentes por ganar la exclusividad en la floreciente industria del cine concluyó con la firma de un acuerdo entre las grandes compañías productoras creando así la M.P.P.C. (Motion Pictures Patents Company). Thomas Alva Edison quedaba a la cabeza del trust que agrupaba a la Biograph, la Vitagraph, la Essanay, la Kalem, el distribuidor George Kleine y los productores franceses Pathé y Méliès.
El monopolio así creado impuso a los productores el pago de medio centavo por cada centímetro de película impresionada, los distribuidores necesitaban contar con una licencia que costaba 5000 dólares al año, y existían otras imposiciones. Quienes no las acataban fueron sometidos a una intensa persecución por el numeroso grupo de investigadores privados, abogados y funcionarios al mando de Edison. 
Muchos decidieron no acatar las duras condiciones (amparados en la ley antitrust) y crearon sus propias organizaciones, que rápidamente comenzaron a abrirse paso en el mercado. De este modo nacen las cinco grandes conocidas como majors:
- Paramount Pictures,
- Metro-Goldwyn-Mayer (en aquellos momentos, Loew’s),
- 20th Century Fox,
- Warner Bros., que sólo pasó a figurar entre las cinco grandes cuando, a finales de los veinte, comenzó a apostar por el cine sonoro.
- RKO Pictures (Radio-Keith-Orpheum).

Tras ellas, las denominadas minors:
- United Artists
- Universal Studios
- Columbia Pictures

Junto a las cuales, algunos independientes poseen sus propios estudios:
- Charles Chaplin, que pronto controló el proceso de producción y distribución de sus películas.
- Walt Disney, que fue la Mayor de los dibujos animados y que creció espectacularmente a partir del éxito de Los tres cerditos.

### Hollywood
A partir de 1903 la mayoría de las compañías importantes comenzaron a trasladarse a California, que ofrecía un sol espléndido, diversidad de paisajes y la calurosa bienvenida tanto de los trabajadores como de los agentes de la propiedad inmobiliaria, cuyas demandas económicas eran más bajas que en la región oriental de la nación. 
La ciudad de Los Ángeles resultaba mejor, porque se encontraba más cerca de la frontera mexicana en caso de que la Compañía de Patentes enviara un auto de procesamiento o una demanda judicial. De esta manera el suburbio conocido como Hollywood se convierte en el centro de la producción cinematográfica.

### Producción, distribución, exhibición
Este funcionamiento viene regido por la maximización de beneficios con menor inversión.
En cuanto a la producción se produce la creación de equipos descentralizados o estudios por departamentos, cada uno encargado de un aspecto, de modo que se acelera el proceso.
El proceso de distribución se encarga de repartir las copias de las películas, estudiar el mercado, hacer publicidad, etc.
Pero, sin lugar a dudas, el elemento central es la exhibición. Las salas recaudaban el dinero de los espectadores, que además consumían otros productos en el mismo local. Además, la exhibición encerraba un negocio político aprovechado por los partidos y el gobierno, para transmitir determinadas ideologías.
En otros países, los productos estadounidenses se vendían más luego de la exhibición de una película.

### Clase B
Debido a la recesión económica en 1929, comenzaron a producirse películas con bajo presupuesto a fin de completar la cartelera de exhibición en las salas donde se ofrecían dos películas por el precio de una. Así captaban al público que no podía permitirse el lujo de acudir a los estrenos, y que esperaba verlos en giras posteriores.
Los actores no reconocidos o que recién comenzaban tenían la oportunidad de lanzarse al estrellato.

## Los géneros
El género cinematográfico se refiere a un método de dividir las películas en grupos formados por aquellas que comparten similitudes entre sí. 
La aparición y desarrollo de los géneros está estrechamente ligada a las políticas de las productoras americanas de los años 1930. En esos años se comenzaron a elaborar unas fórmulas que tenían precedente anterior, pero que a partir de entonces se convirtieron en convenciones relativas al contenido, al diseño de la escenografía y del vestuario, a la caracterización de los personajes y al empleo de ciertos esquemas narrativos. La estandarización de la puesta en escena abarató los costes de producción al tiempo que proporcionaba al espectador unos códigos fácilmente reconocibles, aumentando el consumo inmediato de esos productos cinematográficos: está más que asegurado el éxito con el esquema boy meets girl (el chico conoce a la chica, el chico pierde a la chica, el chico recupera a la chica); y el happy end (final feliz) presentes aún en el cine de hoy.
Algunos estudios se especializaron en determinados géneros, como la Universal en el Cine de terror o la Metro-Goldwin-Mayer en el musical. Otros géneros como el western se volvieron tremendamente populares.

## Las estrellas
Los productores rápidamente se percataron de que la "rentabilidad" de algunos actores o actrices superaba al resto. Por lo tanto, comenzaron a preocuparse seriamente de la elección y lanzamiento de sus estrellas. Nace entonces el star system o sistema de estrellato.
Era común difundir biografías ficticias a fin de captar audiencia. Su vida íntima, sus bodas, sus divorcios, sus escándalos fabricados, etc., se transforman en producto consumible por fans que la publicidad y las revistas se encargan de distribuir.

## Caída del sistema de estudios
El gobierno de Estados Unidos perdonó en varias ocasiones las irregularidades de las grandes empresas a fin de impulsar la economía en tiempos de recesión. Pero hacia 1938, se dio cuenta de que este sistema no funcionaba y comenzó a presionar. Sin embargo, las majors tenían suficiente poder como para eludir la norma.
En 1948 un fallo judicial contra los estudios mayores de Hollywood los obligó a deshacerse de las cadenas de cine; ya que al ostentar el dominio de la producción, la distribución y la exhibición violaban la ley federal de antimonopolio.
Al perder el control de la exhibición, los estudios se quedaron sin una distribución asegurada y ya no pudieron manejar el mercado colocando películas a su antojo.
El star system también se acababa. Los intérpretes, libres para actuar con independencia de los grandes estudios, empezaron a exigir impresionantes sueldos y un porcentaje sobre los ingresos de sus películas. 
En los años 1950 la asistencia a los cines volvió a declinar debido a la fuerte competencia que presentaba el florecimiento de la televisión.
Hacia 1959, la producción estadounidense había decrecido hasta 250 películas al año. Además, las películas europeas y asiáticas (japonesas, principalmente), aunque confinadas a las salas de arte y ensayo, se convirtieron en algo corriente para el espectador estadounidense. En 1946, había menos de una docena de salas de arte y ensayo en todo el país, mientras que en 1960 sobrepasaban el millar. Comenzaron a proliferar por todo el mundo los festivales de cine, en los que se mostraba el trabajo de directores cuya obra antes de 1950 era muy poco conocida fuera de sus países de origen.

## Después del sistema

### Sistema impulsado por las estrellas
En la década de 1950, Hollywood se enfrentó a tres grandes retos: El caso Paramount, que puso fin al sistema de estudios, la nueva popularidad de la televisión y el poder de compra de los consumidores, que ofrecía a su público muchas otras opciones de ocio. Creció la escala de éxitos y fracasos de taquilla, con un "peligroso término medio" formado por películas que en la época anterior habrían dado dinero. Un cineasta declaró en 1957 que "[e]l único desastre absoluto hoy en día es hacer una mediocridad de un millón de dólares. En una de esas puedes perder no sólo toda tu inversión, sino toda tu camisa". En ese año, Hollywood sólo producía unos 300 largometrajes al año, frente a los 700 de la década de 1920. Darryl F. Zanuck, jefe de 20th Century Fox, no tuvo relación directa con el estudio entre 1956 y 1962, y Louis B. Mayer, despedido en 1951 de MGM, murió en 1957. Harry Cohn de Columbia, que murió al año siguiente, informó a los inversores en el informe anual del estudio de 1957 que:

Nos encontramos en un mercado altamente competitivo para estos talentos [estrellas, directores, productores, guionistas]. Bajo las estructuras fiscales actuales, el salario para aquellos con los que tratamos es menos atractivo que la oportunidad de ganancias de capital. Nos encontramos, por tanto, tratando con empresas más que con individuos. También nos vemos obligados a negociar en términos de un porcentaje de los beneficios de la película, en lugar de un salario garantizado como en el pasado. Esto es más notable entre las principales estrellas.

La mayoría de los actores se convirtieron en cuenta propistas tras el fin del sistema de estudios. Los financiadores exigían cada vez más actores, directores y guionistas estrella para los proyectos con el fin de reducir el riesgo de fracaso. La creciente importancia del mercado extranjero -entre el 40% y el 50% de los ingresos totales de Hollywood en 1957- también acentuó el papel de las estrellas como atracción de taquilla. Con su nuevo poder, "trabajar gratis" -recibir un porcentaje de los beneficios en lugar de un salario- se convirtió en un símbolo de estatus para las estrellas. Un gran actor podía esperar el 50% de los beneficios, con una garantía mínima, o el 10% de los ingresos brutos. Cary Grant, por ejemplo, recibió más de 700.000 dólares de su 10% de los ingresos brutos por To Catch a Thief (1955), mientras que el director y productor Alfred Hitchcock recibió menos de 50.000 dólares. En un caso extremo, Paramount prometió a Marlon Brando el 75% de los beneficios de lo que se convirtió en One-Eyed Jacks (1961). (Debido a la contabilidad de Hollywood, los estudios seguían recibiendo gran parte de los ingresos antes de cualquier reparto de beneficios; así, preferían el 50% de los beneficios al 10% del bruto). Las mayores remuneraciones también aumentaron el poder de agentes de talento como Lew Wasserman de MCA, cuya oficina pasó a llamarse "Fort Knox".
En 1957, los productores independientes realizaban el 50% de los largometrajes estadounidenses. Además de trabajar para otros, actores de primera fila como Gregory Peck y Frank Sinatra crearon sus propias productoras y compraron guiones. Los principales directores independientes George Stevens, Billy Wilder y William Wyler también vieron aumentar sus sueldos, en parte porque su participación atrajo a actores estrella. Los estudios proporcionaban cada vez más financiación e instalaciones a los productores independientes, en lugar de hacer sus propias películas, o al igual que United Artists, se centraban en la distribución. Aunque la televisión había perjudicado a Hollywood, las productoras de televisión como Desilu y las propias divisiones de televisión de los estudios de cine ayudaron a salvar la industria utilizando instalaciones que de otro modo no se utilizarían.

### Sindicación, televisión, recesión y Hollywood conglomerado
A principios de la década de 1960, los grandes estudios comenzaron a reeditar películas antiguas para su sindicación y se transformaron en productores principalmente de telefilmes y películas de serie b para abastecer la demanda de programación de la televisión.: 17  La industria sufrió una grave recesión, debida en parte a los fracasos de gran presupuesto, pero pronto se recuperó artísticamente con películas como El Padrino (1972) y Chinatown (1974).
Las películas Tiburón (1975) de Steven Spielberg y Star Wars (1977) de George Lucas se convirtieron en el prototipo del moderno blockbuster.: 19  Antes de Tiburón, la mayoría de las películas se estrenaban inicialmente en unas pocas ciudades clave, y más tarde se extendían a "mercados secundarios" de todo el país en función de la respuesta en esos mercados, un sistema denominado "platforming"." En cambio, Tiburón se estrenó inmediatamente de forma simultánea en todo el país, y con el respaldo de un presupuesto de 700.000 dólares para publicidad televisiva -la primera vez que se estrenaron trailers en la televisión de cadena-, junto con un amplio merchandising promocional. El estreno de películas en cientos de salas se convirtió en la norma, con éxitos como las secuelas de La guerra de las galaxias de Lucas, El imperio contraataca y El retorno del Jedi, los éxitos consecutivos de Spielberg con Raiders of the Lost Ark y E.T., el extraterrestre, y el desarrollo del vídeo doméstico y la televisión por cable. Mientras tanto, el presupuesto descontrolado de La puerta del cielo (1980), y sus limitados ingresos en taquilla, llevaron a la venta de United Artists.
De 1990 a 1995, el Nuevo Hollywood se convirtió más bien en un Hollywood conglomerado y dominó rápidamente toda la industria mundial del entretenimiento.: 25–26 
En la actualidad, tres de las grandes de la Edad de Oro -Universal, Paramount y Warner Bros- siguen existiendo como entidades de los principales estudios de Hollywood, todas ellas absorbidas por muchas empresas diferentes que fueron adquiridas por conglomerados mediáticos más grandes y fusionadas con ellos. Además hasta la fecha, Walt Disney Animation Studios  ha surgido como una de las principales, mientras que Sony fusionó Columbia y TriStar para formar Sony Pictures, dando lugar a una "Big Six" hasta que la adquisición de 20th Century Fox por Disney anunciada a finales de 2017 se completó a principios de 2019, convirtiéndose en una "Big Five" una vez más. Sin incluir a Disney y Sony, todos estos llamados grandes estudios se basan esencialmente en el modelo no de los cinco grandes clásicos, sino de la antigua United Artists: es decir, son principalmente patrocinadores-distribuidores (y arrendatarios de estudios físicos) en lugar de productoras reales.
En 1996, Time Warner adquirió la antaño independiente New Line Cinema mediante la compra de Turner Broadcasting System. En 2008, New Line se fusionó con Warner Bros, donde sigue existiendo como filial. Cada una de las Cinco Grandes controla divisiones "de arte y ensayo" casi independientes, como Paramount Vantage. Miramax Films (que originalmente era un estudio independiente) fue propiedad de Disney hasta 2010. La mayoría también tienen divisiones que se centran en películas de género, películas de serie B, ya sea literalmente en virtud de sus bajos presupuestos, o espiritualmente; por ejemplo, Screen Gems de Sony. Una de las llamadas divisiones independientes, Focus Features de Universal, estrena películas de arte y ensayo bajo esa marca principal. Tanto Focus como la división de cine de arte y ensayo de Disney, Searchlight Pictures, son lo suficientemente grandes como para ser consideradas minicompañías. Dos grandes empresas independientes también pueden considerarse minicentrales: Lionsgate y Metro Goldwyn Mayer. Se sitúan a medio camino entre las versiones actuales de las antiguas "major-minor" -como Columbia y Universal en los años 30 y 40, salvo que Lionsgate y The W.C. tienen aproximadamente la mitad de su cuota de mercado- y las principales productoras independientes de la Edad de Oro, como Samuel Goldwyn. Inc. y las empresas de David O. Selznick.

## Importancia de este período
Dejando de lado la inmensa industrialización del cine, transformada en una verdadera máquina lucrativa, existen muchos aspectos rescatables, como por ejemplo, lo decisivo que resulta El nacimiento de una nación de David W. Griffith en la técnica cinematográfica, al utilizar hábilmente el montaje narrativo previo a las experiencias de la vanguardia soviética y la combinación de planos para crear una verdadera obra maestra, que por otro lado seguía la tendencia a ampliar la duración y hacer más compleja la narración, como había hecho Pastrone en 1914 con Cabiria, y haría Thomas H. Ince con Civilization en 1916 y el mismo Abel Gance en Francia con J'accuse de 1919, La Roue de 1923 o Napoleon.
El cine de clase B propició las condiciones para que los cineastas experimentaran y crearan nuevos lenguajes o abordaran temáticas menos habituales.